# Adénostyle à feuilles blanches
Adenostyles leucophylla
Espèce
Statut de conservation UICN

 LC  : Préoccupation mineure
L'Adenostyle à feuilles blanches (Adenostyles leucophylla) est une espèce de plantes à fleurs de la famille des Asteracées.